# Orla Góra (wieś)
Orla Góra – wieś w Polsce, położona w województwie łódzkim, w powiecie rawskim, w gminie Biała Rawska.
| SIMC    | Nazwa   | Rodzaj                      |
| ------- | ------- | --------------------------- |
| 0723690 | Teresin | część wsi (od 2023 r. wieś) |

Wieś występuje w 1392 r. jako Orlagora.
Wieś duchowna położona była w drugiej połowie XVI wieku w powiecie bielskim ziemi rawskiej województwa rawskiego. W latach 1975–1998 miejscowość administracyjnie należała do województwa skierniewickiego.